# Донал Глісон
Донал Глісон (ірл. Domhnall Gleeson; нар. 12 травня 1983, Дублін, Ірландія) — ірландський актор, режисер і письменник. Відомий за роллю Білла Візлі у фільмі «Гаррі Поттер і смертельні реліквії». У 2006 році був номінований на премію «Тоні» за найкращу чоловічу роль у виставі «Лейтенант з острова Інішмор».

## Біографія
Народився в Дубліні, в сім'ї актора Брендана Глісона і його дружини Мері Уелдон. Найстарший син, він має трьох молодших братів: Фергуса, Бріана (який теж є актором), та Руарі.
Навчався у громадській школі Малахайд (Malahide Community School), та закінчив зі ступенем бакалавра мистецтв Дублінський технологічний інститут (Dublin Institute of Technology) за спеціальністю «ЗМІ» (Media Arts).
Після випуску Глісон почав писати для кіно і театру.
У 2004 році знявся в оскароносній стрічці «Шестизарядник» (Six Shooter), також зіграв у фільмі «Хлопчик їсть дівчинку» (Boy Eats Girl), та у телесеріалі RTÉ «Останній Фарлонг» (The Last Furlong).
У віці двадцяти трьох років брав участь у виставі Театру на Бродвеї «Лейтенант з острова Іншмор» (The Lieutenant of Inishmore), за роль у якій отримав номінацію на Тоні.
На початку 2007 року Донал зіграв Бобі у виставі Девіда Мамета «Американський Буффало» у Gate Theatre в Дубліні, наприкінці того ж року Глісон грав Герберта Покета в адаптації Х'ю Леонарда «Великі надії Чарльза Діккенса» на сцені того ж театру. «Дотепно зіграв», прокоментував цю роль незалежний ірландський критик Брюс Арнольд.
У березні 2009 року Донала Глісона затвердили на роль Білла Візлі у фільмі «Гаррі Поттер і смертельні реліквії». У тому ж фільмі його батько грав Аластора Муді. Спочатку Донал не хотів грати разом із батьком, але пізніше змінив свою думку.
У 2010 році він знявся разом з Кірою Найтлі, Ендрю Гарфілдом та Кері Малліган у фільмі «Не відпускай мене» та з Джеффом Бріджесом та Меттом Деймоном у фільмі братів Коенів «Залізна хватка».
У 2011 році переміг у номінації «Найкраща чоловіча роль» премії IFTA за роль Боба Гелдофа у відомому біографічному фільмі «Коли Харві зустрів Боба».
У 2012 році знявся разом із Кірою Найтлі в ролі Костянтина Левіна в екранізації роману Л. Толстого «Анна Кареніна».
У 2015 році Глісон знявся в чотирьох фільмах, усі з яких були номіновані на «Оскар». Його першим фільмом  цього року став науково-фантастичний психологічний трилер Ex Machina, який знімався в готелі у Валлдалені, Норвегія влітку 2013 року та вийшов на екрани в січні 2015 року. У романтичній драмі «Бруклін» він з'явився в ролі другого плану, виконавши романтичну роль персонажа Сірші Ронан. У квітні 2014 року було оголошено, що Глісон буде частиною трилогії-продовження «Зоряних воєн». Перша частина, «Зоряні війни: Пробудження Сили», вийшла в грудні 2015 року. Глісон грає безжального генерала Хакса, командира бази Старкілерів Першого Ордену. Разом зі своїм братом Брайаном і батьком Бренданом Глісон знявся у відновленні п’єси Енда Уолша «Фарс Уолворта» з січня по лютий 2015 року. У лютому 2016 року Глісон виступив оповідачем у документальному серіалі BBC Two про природу «Найбільші видовища Землі».
Глісон зіграв засновника дому моди Burberry Томаса Берберрі в короткому різдвяному рекламному фільмі для компанії в 2016 році. У березні 2017 року він з'явився в ситкомі Катастрофа на Channel 4 як консультант з підбору персоналу. Потім Глісон зіграв вигаданого агента ЦРУ Монті Шафер у фільмі «Зроблено по-американськи», який вийшов у вересні 2017 року, з Томом Крузом у ролі контрабандиста наркотиків Баррі Сила. Також у вересні Глісон зіграв невелику роль у психологічному фільмі жахів Даррена Аронофскі «Мати!» у якому він проводив значну частину часу на екрані зі своїм братом, знявся разом з Крістіною Епплгейт і Томасом Хейденом Черчом у незалежній комедії Crash Pad і зобразив творця Вінні-Пуха А. А. Мілна в біографічному фільмі Goodbye Christopher Robin. Критик BBC Ніколас Барбер назвав його образ Мілна «занадто жорстким». Глісон повторив свою роль генерала Хакса у фільмі "Зоряні війни: Останні джедаї", який вийшов у грудні 2017 року.
У своєму першому фільмі 2018 року Глісон знявся в ролі співзасновника журналу National Lampoon і письменника Генрі Берда в біографічній комедії «Марний і дурний жест» разом із Віллом Форте в ролі співзасновника журналу Дуга Кенні. Потім Глісон зіграв головну роль у фільмі «Кролик Пітер» (2018), заснованому на історіях персонажа Беатрікс Поттер, у ролі Томаса МакГрегора, правнука та спадкоємця містера МакГрегора. Адаптація була неоднозначно сприйнята критиками, хоча голлівудський критик Deadline Піт Хеммонд похвалив «привабливого Глісона» за «подолання неприємних аспектів Томаса». Фільм показав кращі касові збори, зібравши понад 350 мільйонів доларів у всьому світі. Глісон знявся разом зі своїм братом і батьком у короткометражному фільмі «Екстрасенс», який був знятий останнім і прем'єра якого відбулася у 2018 році на Sky Arts.
Також у 2018 році Глісон зіграв головну роль у надприродному трилері «Маленький незнайомець» з Рут Вілсон. Історія стосується сільського лікаря (Глісон), який приймає пацієнта, який живе в старому маєтку, який, ймовірно, має привиди, де він закохується в молодшу доньку власника (Вілсон). Це була друга співпраця Глісона з режисером Ленні Абрахамсоном після Френка. Далі він знявся в ролі другого плану в кримінальній драмі «Кухня» (2019) як ветерана війни у В’єтнамі, який стає вбивцею ірландської мафії.
Наприкінці 2019 року Глісон повернувся до ролі генерала Хакса у «Зоряних війнах: Сходження Скайвокера», останньому фільмі з дев’ятисерійної серії. Він повторив свою роль Томаса МакГрегора у фільмі «Кролик Пітер 2» (2021).
У 2022 році він знявся в обмеженій серії психологічного трилера FX on Hulu «Пацієнт» у ролі Сема Фортнера, серійного вбивці, разом зі Стівом Кареллом.

## Особисте життя
Глісон проживає в Болсбриджі, Дублін.
Глісон розділяє любов до англійської футбольної команди «Астон Вілла» зі своїм батьком Бренданом. Він описав півфінальну перемогу команди над «Ліверпулем» на стадіоні «Вемблі» у 2015 році як один із «чудових днів у моєму житті».
У квітні 2020 року в інтерв’ю The Guardian Глісон заявив, що йому ніколи не спадало на думку змінити своє прізвище на початку кар’єри, щоб залишитися якомога далі від тіні свого батька. Його міркування полягали в тому, що його батько на той час не був настільки відомим у світі, і всі в ірландській кіноіндустрії вже знали про їхні стосунки.

## Фільмографія
| Рік  |    | Українська назва                              | Оригінальна назва                             | Роль                             |
| ---- | -- | --------------------------------------------- | --------------------------------------------- | -------------------------------- |
| 2004 | кф | Шестизарядник                                 | Six Shooter                                   | продавець                        |
| 2005 | с  |                                               | The Last Furlong                              | Шон Фланаган (3 епізоди)         |
| 2005 | ф  | Хлопець їсть дівчину                          | Boy Eats Girl                                 | Бернард                          |
| 2008 | тф | Рік собаки                                    | A Dog Year                                    | Ентоні Армстронг                 |
| 2009 | ф  | Щедрість Пер'є                                | Perrier's Bounty                              | Кліффорд                         |
| 2010 | ф  | Ніколи не відпускай мене                      | Never Let Me Go                               | Родні                            |
| 2010 | ф  | Гаррі Поттер і смертельні реліквії: частина 1 | Harry Potter and the Deathly Hallows – Part 1 | Білл Візлі                       |
| 2010 | ф  | Справжня мужність                             | True Grit                                     | Мун                              |
| 2010 | тф | Коли Гарві зустрів Боба                       | When Harvey Met Bob                           | Боб Гелдоф                       |
| 2011 | ф  | Гаррі Поттер і Смертельні реліквії: частина 2 | Harry Potter and the Deathly Hallows – Part 2 | Білл Візлі                       |
| 2012 | ф  | Тіньовий танцюрист                            | Shadow Dancer                                 | Коннор Маквей                    |
| 2012 | ф  | Суддя Дредд                                   | Dredd                                         | комп'ютерний експерт             |
| 2012 | ф  | Анна Кареніна                                 | Anna Karenina                                 | Костянтин Левін                  |
| 2013 | ф  | Бойфренд з майбутнього                        | About Time                                    | Тім Лейк                         |
| 2013 | с  | Чорне дзеркало                                | Black Mirror                                  | Еш (Епізод: "Я скоро повернуся") |
| 2014 | ф  | Френк                                         | Frank                                         | Джон Берроуз                     |
| 2014 | ф  | Голгофа                                       | Calvary                                       | Фредді Джойс                     |
| 2014 | ф  | Нескорений                                    | Unbroken                                      | Рассел «Філ» Філліпс             |
| 2014 | ф  | Ex Machina                                    | Ex Machina                                    | Калеб                            |
| 2015 | ф  | Бруклін                                       | Brooklyn                                      | Джим Фаррелл                     |
| 2015 | ф  | Зоряні війни: Пробудження Сили                | Star Wars: The Force Awakens                  | генерал Гакс                     |
| 2015 | ф  | Легенда Г'ю Гласса                            | The Revenant                                  | Ендрю Генрі                      |
| 2017 | ф  | Баррі Сіл: Король контрабанди                 | American Made                                 | Монті Шафер                      |
| 2017 | ф  | Мати!                                         | Mother!                                       | Старший Син                      |
| 2017 | ф  | Прощавай, Крістофер Робін                     | Goodbye Christopher Robin                     | Алан Александер Мілн             |
| 2017 | ф  | Зоряні війни: Останні джедаї                  | Star Wars: The Last Jedi                      | генерал Гакс                     |
| 2018 | ф  | Кролик Петрик                                 | Peter Rabbit                                  | Томас Макгрегор                  |
| 2018 | ф  | Маленький незнайомець                         | The Little Stranger                           | доктор Фарадей                   |
| 2019 | ф  | Королеви криміналу                            | The Kitchen                                   | Габріель О'Моллі                 |
| 2019 | ф  | Зоряні війни: Скайвокер. Сходження            | Star Wars: The Rise of Skywalker              | генерал Гакс                     |
| 2020 | с  | Біжи                                          | Run                                           | Еш (7 епізодів)                  |
| 2021 | ф  | Кролик Петрик 2: Втеча до міста               | Peter Rabbit 2: The Runaway                   | Томас Макгрегор                  |
| 2022 | с  | Паціент                                       | The Patient                                   | Сем Фортнер (10 епізодів)        |
| 2023 | с  | Сантехніки Білого дому                        | White House Plumbers                          | Джон Дін (Епізод: "№1.1")        |
| 2024 | с  | Еліс та Джек                                  | Alice & Jack                                  | Джек (6 епізодів)                |
| 2025 | ф  | Долина Ехо                                    | Echo Valley                                   | Джекі                            |
| 2025 | ф  | Фонтан молодості                              | Fountain of Youth                             | Оуен Карвер                      |